# Largo da Restauração (Funchal)

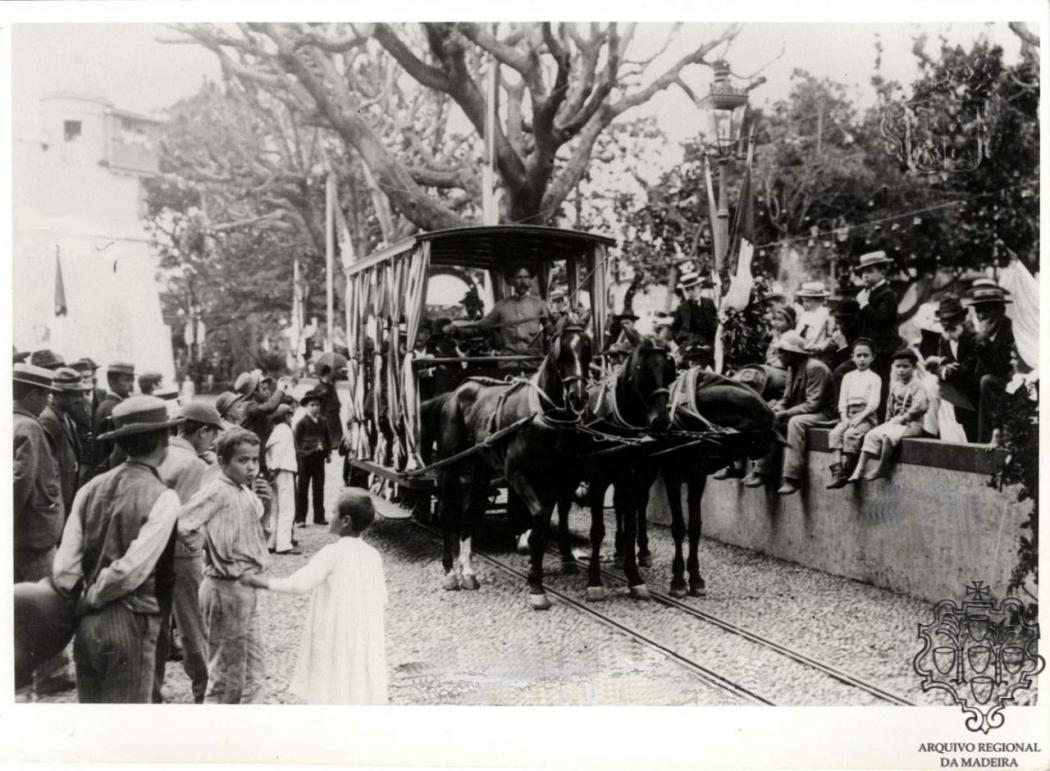
Carro Americano no Largo da Constituição (atual Largo da Restauração), c. 1910

O Largo da Restauração no Funchal, na Madeira, perpetua a aclamação, nesta cidade, da vitória dos liberais e a restauração da monarquia constitucional em 5 de junho de 1834, após a assinatura da Convenção de Évora Monte que determinou a rendição das autoridades e tropas absolutistas e a partida para o exílio de D. Miguel.

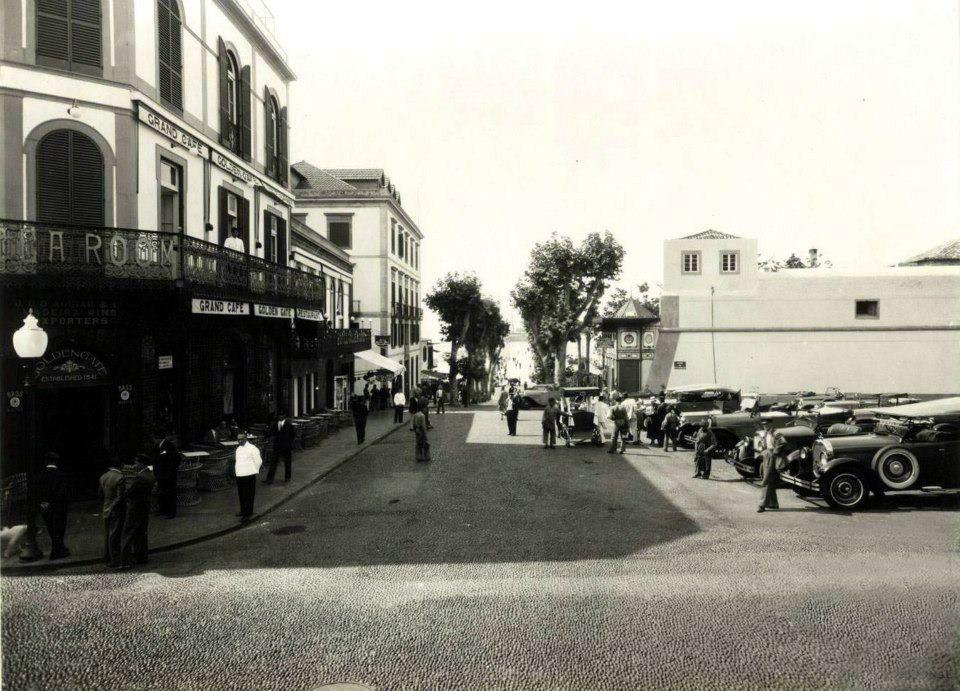
Hotel Golden Gate e praça de táxis do Largo da Restauração, à direita, c. 1935

O largo situa-se na confluência da Avenida Arriaga e a Avenida Zarco, junto à antiga entrada principal da Fortaleza de São Lourenço.
Neste largo, funcionou a Casa de Ópera ou Teatro Grande, construído em 1776 e mandado demolir no ano de 1833 pelo governador absolutista, D. Álvaro da Costa de Sousa Macedo. Aqui foi colocado, em 1941, um imponente chafariz em cantaria rija, proveniente da pedreira de João Soares Dantas, do sítio da Torre em Câmara de Lobos. Durante alguns anos, realizou-se, neste espaço, a Feira da Lagartixa, dedicada a velharias e artesanato, de início promovida pela Secretaria Regional do Turismo e Cultura.

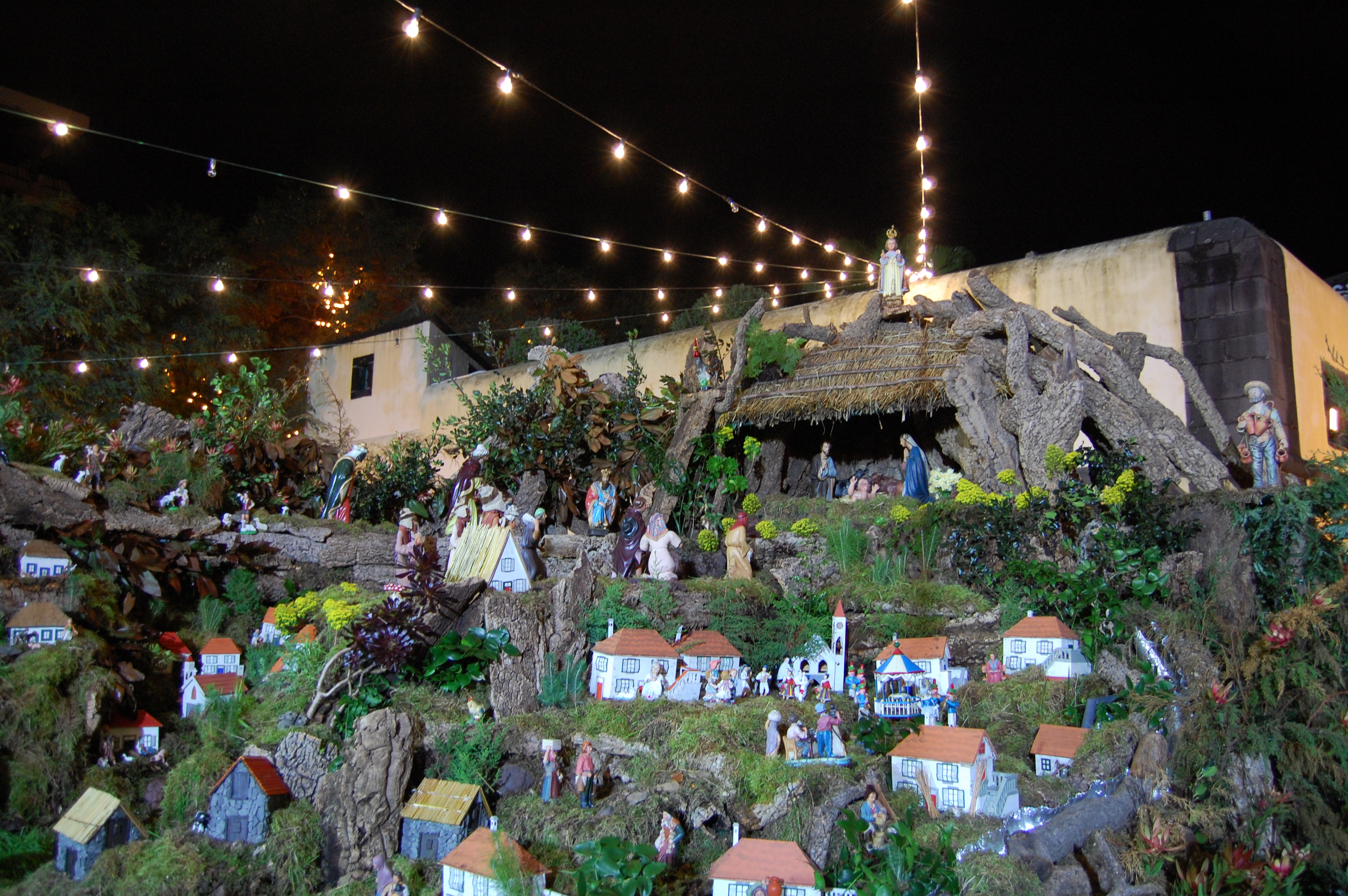
Presépio armado todos os Natais no largo

Todos os anos no Natal, é armado um grande presépio tradicional sobre a fonte que medeia o largo e é feita uma pequenina aldeia etnográfica madeirense.